# Premio Ondaatje
Il Premio Ondaatje (Royal Society of Literature Ondaatje Prize) è un premio letterario assegnato alla migliore opera di poesia, narrativa o saggistica capace di evocare lo "spirito di un luogo".
Dotato di un montepremi di 10000 sterline, è stato istituito nel 2004 ed è amministrato dalla Royal Society of Literature.
Prende il suo nome dal filantropo e uomo d'affari Christopher Ondaatje, fratello dello scrittore Michael Ondaatje ed è da considerarsi una prosecuzione del Premio Winifred Holtby Memorial assegnato al miglior romanzo regionale dal 1967 al 2003.

## Albo d'oro
- 2004 : Louisa Waugh, Dove volano gli uccelli (Hearing Birds Fly)
- 2005 : Rory Stewart, In Afghanistan (The Places In Between)
- 2006 : James Meek, Per amore del popolo (The People's Act of Love)
- 2007 : Hisham Matar, Nessuno al mondo (In the Country of Men)
- 2008 : Graham Robb The Discovery of France
- 2009 : Adam Nicolson, Sissinghurst: an Unfinished History
- 2010 : Ian Thomson, The Dead Yard: Tales of Modern Jamaica
- 2011 : Edmund de Waal, Un'eredità di avorio e d'ambra (The Hare with Amber Eyes)
- 2012 : Rahul Bhattacharya, The Sly Company of People Who Care
- 2013 : Philip Hensher, Scenes from Early Life
- 2014 : Alan Johnson, This Boy: A Memoir of a Childhood
- 2015 : Justin Marozzi, Baghdad: City of Peace, City of Blood
- 2016 : Peter Pomerantsev, Niente è vero, tutto è possibile : avventure nella Russia moderna (Nothing is True and Everything is Possible: The Surreal Heart of the New Russia)
- 2017 : Francis Spufford, Golden Hill
- 2018 : Pascale Petit, Mama Amazonica
- 2019 : Aida Edemariam, The Wife’s Tale
- 2020 : Roger Robinson, A Portable Paradise
- 2021 : Ruth Gilligan, La maledizione della vedova (The Butchers)[7]
- 2022 : Lea Ypi, Libera. Diventare grandi alla fine della storia (Free: Coming of Age at the End of History)[8]
- 2023 : Anthony Anaxagorou, Heritage Aesthetics[9]
- 2024 : Ian Penman, Fassbinder: migliaia di specchi (Fassbinder: Thousands of Mirrors)[10]
- 2025 : Carys Davies, Clear[11]